# Wilhelm Jegel
Wilhelm Jegel (* 30. Mai 1826 in Nürnberg; † 24. Oktober 1890 in Wendelstein) war ein deutscher Steinbruchbesitzer, Bürgermeister und Mitglied des Deutschen Reichstags.

## Leben
Jegel besuchte die höhere Bürgerschule und Kreisgewerbeschule in Nürnberg, und die land- und forstwirtschaftliche Akademie in Hohenheim. Er unternahm umfangreiche Reisen und war mehrere Jahre Verwalter auf größeren Gütern in Bayern. Danach war er Besitzer von Quarzitsteinbrüchen in Wendelstein und dort auch Bürgermeister von 1870 bis 1890. Ab 1870 war er Mitglied des Distriktsratsausschusses und des Landwirtschaftlichen Bezirkskomitees Schwabach und von 1870 bis 1874 Mitglied des ständischen Landratsausschusses von Mittelfranken. Außerdem war er Kreisfeuerwehrvertreter von Mittelfranken und Mitglied des Landesausschusses der Bayerischen Feuerwehren.
Von 1874 bis 1890 war er Mitglied der Bayerischen Abgeordnetenkammer. 1880 wurde Jegel in einer Ersatzwahl als unabhängiger Liberaler in den Reichstag gewählt, schloss sich kurzfristig der Fraktion der Nationalliberalen an, gehörte gegen Ende der Legislaturperiode zur Liberalen Vereinigung. 1881 wurde er erneut gewählt und bis 1884 war er Mitglied des Deutschen Reichstags für den Wahlkreis Mittelfranken 3 (Ansbach) und die Liberale Vereinigung.